# 전투폭격기

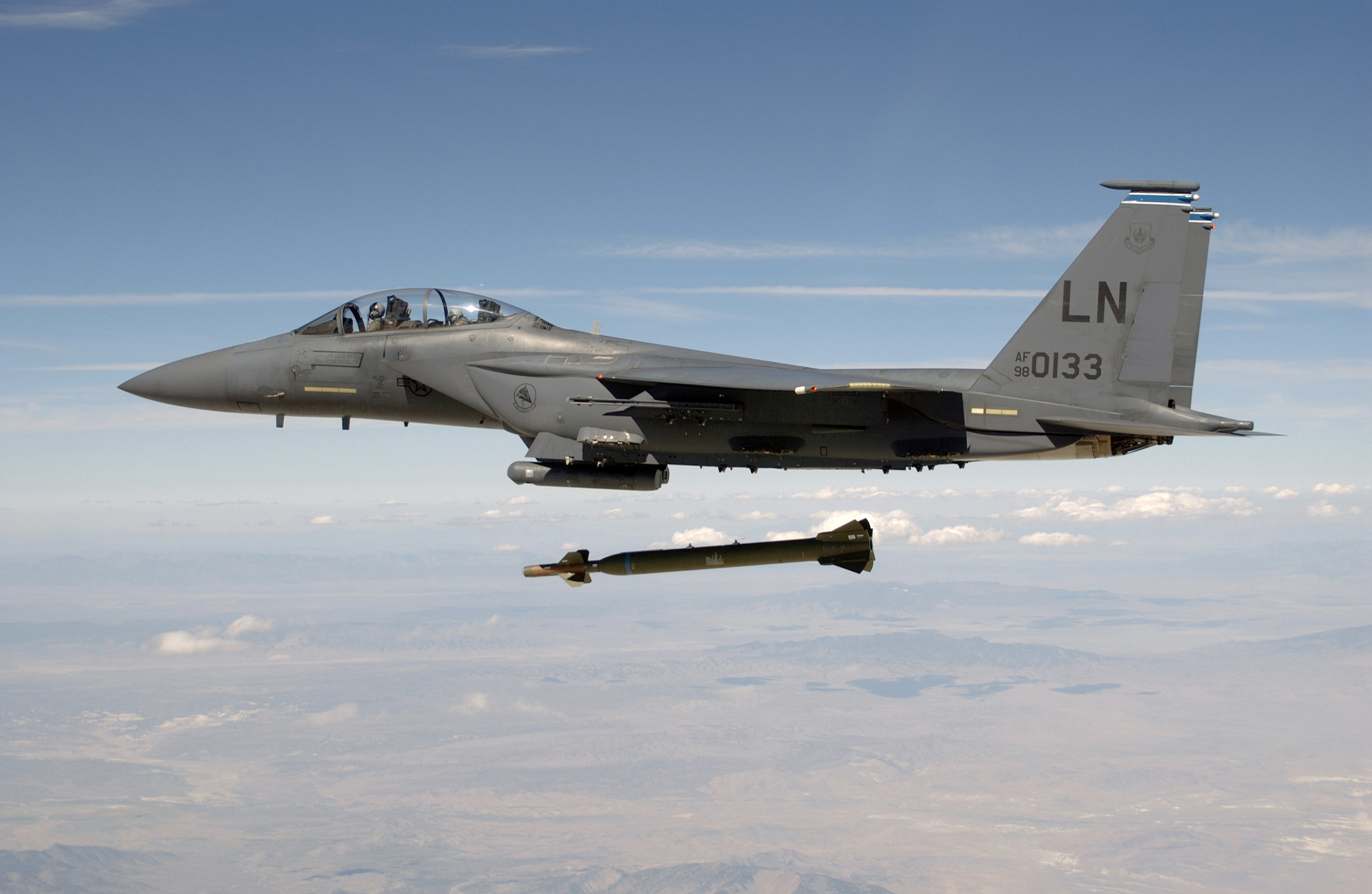
폭탄을 떨어뜨리는 F-15E 스트라이크 이글.

전투폭격기(戰鬪爆擊機, fighter bomber) 또는 줄여서 전폭기(戰爆機)는 공격 임무와 폭격 임무를 동시에 수행할 수 있는 전투기를 부르는 용어이다. 군용 항공기는 대단히 고가의 비용이 드는 장비이기때문에, 오늘날 현대에서는 독자적인 임무를 담당하는 항공기를 운용할 수 있는 국가는 거의 많지 않다. 또한 항공기 성능의 발전으로 인해 제2차 세계 대전부터 중무장을 탑재할 수 있는 대형 전투기들이 개발됨으로써, 현재 대부분의 전투기들은 점차 전투시 적기의 요격 및 지상군 지원 이외에 다양한 임무를 동시에 수행할 수 있도록 다목적으로 설계되고 있다.

## 전투기의 종류
전투기는 용도와 쓰임새에 따라 종류를 분류할 수 있다.
요격기 = 폭격기를 요격하거나 전투기끼리의 싸움에 특화됐다.
전폭기 = 많은 폭장량을 갖추어 적의 탱크나 진지를 폭격하는 임무를 수행하는 작전기.
이것은 어디까지나 폭격과 요격 위주로 구분한 것이다.
폭격과 전투기간의 싸움 모두 우수하게 수행이 가능한 전투기가 멀티롤이다.

## 전폭기 운용현황
- 미국 - F-15E, F-15EX, F/A-18A/C/D/E/F, F-16, F-22A, F-35
- 일본 - F-2, F-4EJ 카이, F-35A
- 러시아 - SU-24, SU-27, SU-30, SU-34, SU-35
- 대한민국 - F-15K, KF-16C, KF-16V, F-4E, F-5E, F-35A
- 프랑스 - 쉬페르 에탕다르, 미라지 F1/2000-5/5D, 라팔

## 같이 보기
- 보잉 F-15K 슬램이글
- F-22 랩터
- 다목적 전투기